# British Motor Museum
Il British Motor Museum, chiamato in precedenza Heritage Motor Centre, è un museo con sede a Gaydon, nel Warwickshire, in Inghilterra. Ospita una delle più grandi collezioni di vetture storiche britanniche, con oltre 300 auto esposte.

## Descrizione

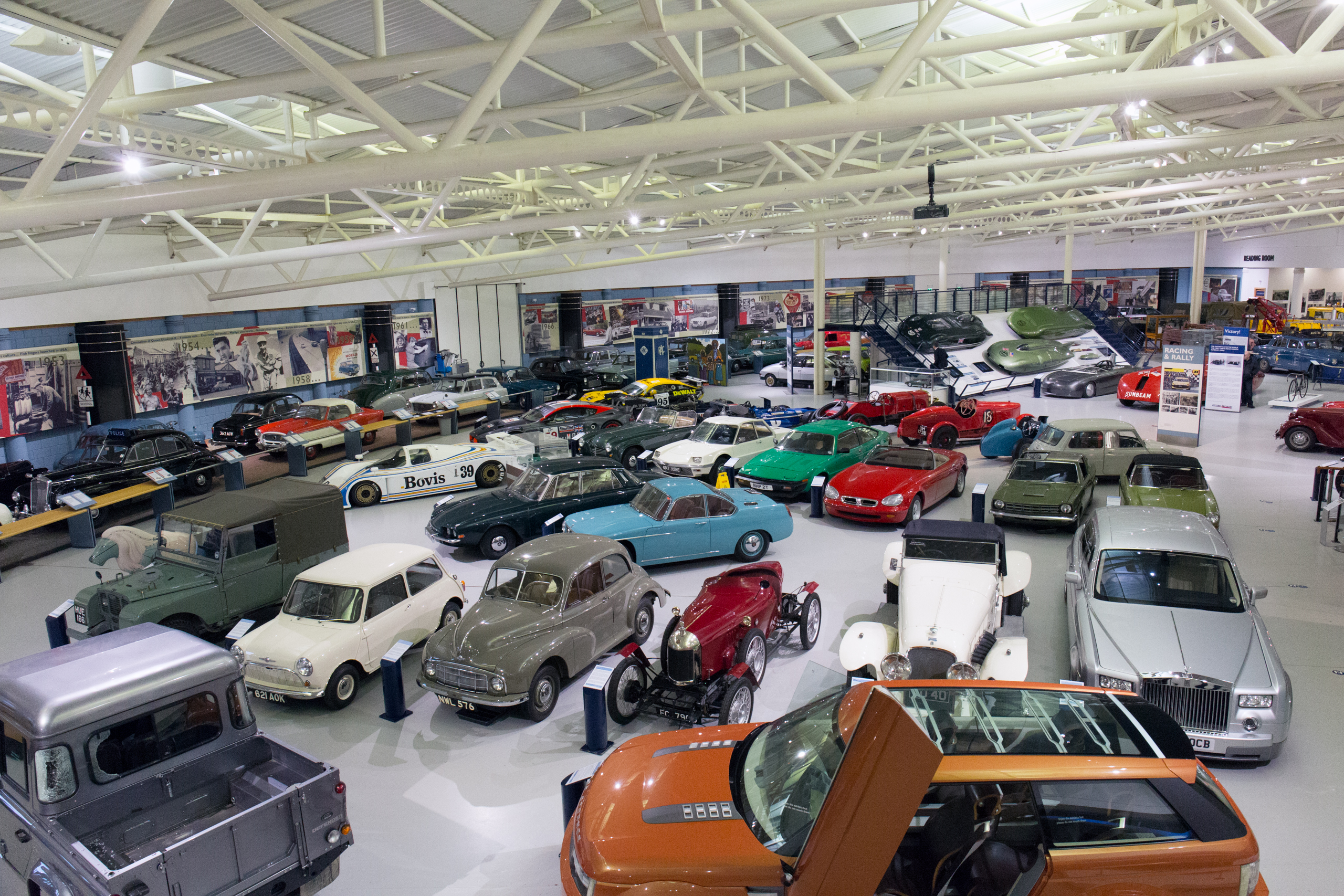
Interno del museo

La collezione, curata dal British Motor Industry Heritage Trust, è stata iniziata negli anni 70, quando fu creata la divisione della British Leyland Motor Corporation (BLMC) per preservare e gestire la collezione di veicoli storici dell'azienda. Nel 1979 la società divenne BL Heritage Limited, adottando una nuova sede a Studley, nel Warwickshire. Due anni dopo, fu aperto un museo nell'ex sede del Syon Park del London Transport Museum, a ovest di Londra, dove furono esposti circa 100 veicoli della collezione.

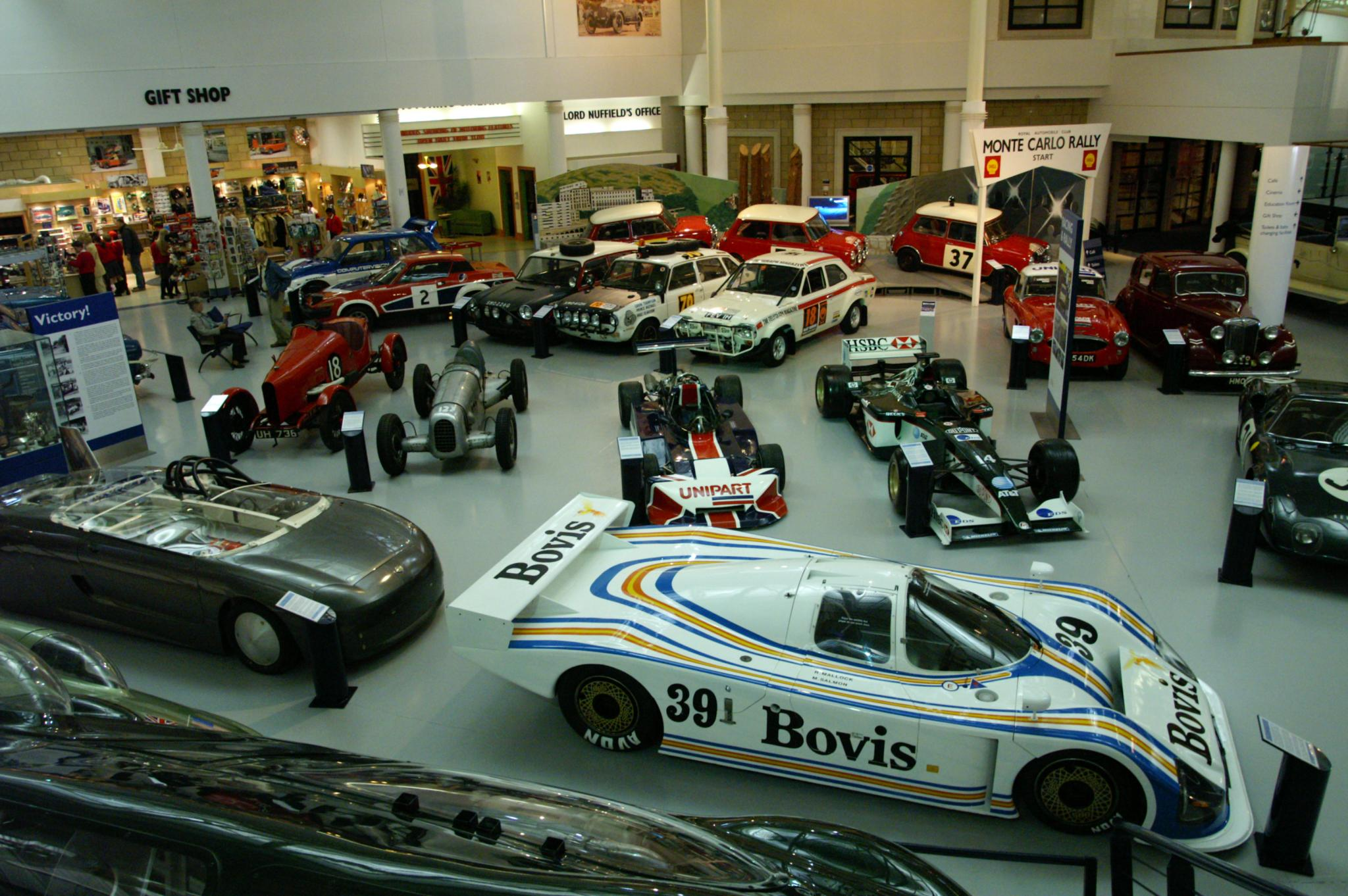
La sezione a riguardo delle vetture da competizione

Nel 1983 la collezione divenne della British Motor Industry Heritage Trust.
La sede attuale è situata sul sito dell'ex aeroporto di RAF Gaydon nel South Warwickshire, che ospitava il centro stile, di sviluppo tecnologico e test del Gruppo Rover. La costruzione iniziò nel 1991. Il complesso occupa 260 000 m² di terreno.

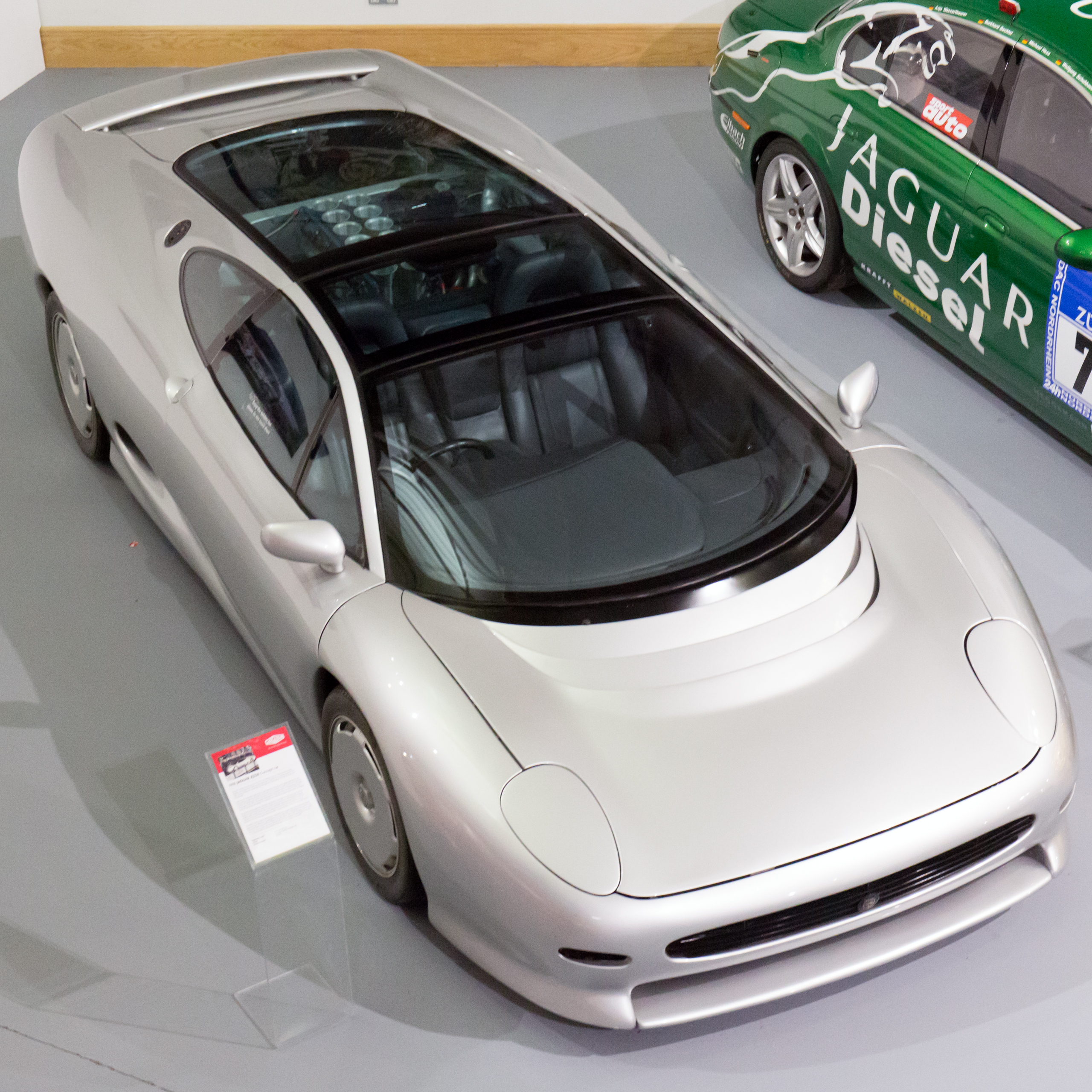
Jaguar XJ220 in versione concept esposta nel museo

Quando il Gruppo Rover fu rilevato dalla BMW nel 1994, il museo passò sotto la proprietà bavarese. Sei anni dopo, la BMW vendette il Gruppo Rover, e il museo passò sotto alla Ford Motor Company. In seguito cambio di nuovo proprietà.
In seguito alla decisione della Jaguar di chiudere il Jaguar Daimler Heritage Centre, una piccola parte della collezione è stata esposta al museo.
Nel novembre 2015 l'Heritage Motor Center (precedente nome del complesso) venne chiuso per essere ristrutturato al costo di 1,1 milioni di sterline; ha riaperto il 13 febbraio 2016 con il nome di British Motor Museum.